# 高杉小忠太
高杉 小忠太（たかすぎ こちゅうた）は、江戸時代末期（幕末）の武士（長州藩士）。家格は大組士。諱は春樹。高杉晋作の父である。
幕末の武鑑では萩藩側用人の欄に「高杉小忠太」とある。

## 経歴
文化11年（1814年）10月13日、長州藩士で200石取りの高杉春豊の次男として萩で生まれる。次男だったため、はじめ長州藩士・武藤又左衛門(大組・280石）の養子となり弥四郎正方と名乗るが、兄が死去し、実家の継嗣が絶えたために旧姓に復して家督を継いだ。
天保5年（1834年）、17歳で藩主・毛利斉元の小姓として初出仕。天保7年（1836年）に毛利斉広が藩主になると近侍となり、天保8年（1837年）に毛利敬親が藩主になると小納戸役に任じられた。嘉永4年（1851年）には敬親の養子・毛利元徳の奥番頭に任じられる。文久2年（1862年）には上洛し、直目付・学習館御用掛に任じられて長州藩と朝廷・幕府の交渉役を務めるなど、要職を歴任した。
文久3年（1863年）1月に帰国すると9月には直目付を辞職し、子の晋作に家督を譲っている。元治元年（1864年）8月に第1次長州征伐が始まると、その余波を受けて失脚を余儀なくされた。

### 晋作死後
維新後に丹治と改名。慶応2年（1866年）に直目付として復帰し、明治2年（1869年）6月には大監察となって藩政を掌握した。明治3年（1870年）には権大参事となり、諸隊の脱隊騒動を木戸孝允らとともに鎮圧する。明治4年（1871年）7月の廃藩置県で政界から退隠し、以後は主家である毛利氏の歴史編纂事業に携わり、藩から県への橋渡しに務めた。
小忠太は唯1人の男子で大切な跡取りであった晋作が吉田松陰らと過激な行動を共にしないよう、度々息子を戒めていたが、晋作が藩の内戦を起こすに至り、高杉家の取り潰しを避けるため、慶応元年1月21日、村上常祐の3男・半七郎を養子に迎え高杉春棋とし、他家に嫁いでいた末娘の光を離縁させ春棋と結婚させた。晋作は事実上の廃嫡となって谷氏という分家を興し、高杉家の家督は明治9年（1876年）6月、春棋に譲られた。
晋作の唯一の遺児・梅之進の教育に熱心で、明治10年、一家で東京に移り住む。明治24年（1891年）1月13日、東京で死去。享年78。
明治44年（1911年）に正五位を追贈された。

## 家族・親族
- 兄：春徽（小四郎）
- 叔父：田上宇平太…系図上は弟。
- 妻：ミチ（道子）…1100石・藩主の側用人筆頭の大西将曹の二女。文政12年8月19日 - 明治30年1月13日、78歳没。
- 長男（第1子）：晋作
- 長女：武（たけ）…武藤正明妻
- 次女：栄（はえ）…坂円介妻、明治10年3月23日没。
- 三女：光…大西機一郎妻→高杉春棋妻。
- 婿養子：高杉春棋（村上常祐の3男・半七郎）
- 甥：南貞助

## 登場作品
テレビドラマ
- 『花神』（1977年、NHK大河ドラマ、演：下元勉）
- 『花燃ゆ』（2015年、NHK大河ドラマ、演：北見敏之)